# Floreshängpapegoja
Floreshängpapegoja (Loriculus flosculus) är en starkt utrotningshotad fågel i familjen östpapegojor inom ordningen papegojfåglar.

## Kännetecken

### Utseende
Floreshängpapegojan är en liten (11–12 cm), trädlevande och huvudsakligen grön papegoja. Hanen har röd näbb, en utdragen röd fläck på strupen, orangefärgade ben, mörkröd nacke samt lysande rött på övergump och övre stjärttäckare. Honan har mindre röd strupfläck eller saknar den helt.

### Läte
I flykten hörs vassa, skriande "strrt strrt". Även ett "chi-chi-chi-chi-chi" kan höras i vad som verkar vara sångflykt.

## Utbredning och systematik
Fågeln förekommer enbart på Flores (västra Små Sundaöarna). Den behandlas som monotypisk, det vill säga att den inte delas in i några underarter.

## Status och hot
Floreshängpapegojan har ett begränsad utbredningsområde och liten världspopulation bestående av uppskattningsvis endast 2 500–10 000 vuxna individer. Den tros också minska i antal. Den är därför upptagen på internationella naturvårdsunionen IUCN:s röda lista över hotade arter, kategoriserad som sårbar (VU).